# Yeghegnavan
Yeghegnavan (in armeno Եղեգնավան?) è un comune dell'Armenia di 1 835 abitanti (2008) della provincia di Ararat.